# Yahia Beniguecha
Yahia Beniguecha là một đô thị thuộc tỉnh Mila, Algérie. Dân số thời điểm năm 2002 là 10.681 người.